# Civil Rights Act de 1875
 (juillet 2024).
Si vous disposez d'ouvrages ou d'articles de référence ou si vous connaissez des sites web de qualité traitant du thème abordé ici, merci de compléter l'article en donnant les références utiles à sa vérifiabilité et en les liant à la section « Notes et références ».
Civil Rights Act de 1957, Civil Rights Act de 1964, Civil Rights Act de 1968.
Le Civil Rights Act (loi des droits civiques) de 1875 est une loi fédérale présentée par Charles Sumner, représentant du Massachusetts, votée lors de la 43e session du Congrès des États-Unis et promulguée par le président Ulysses S. Grant le 1er mars 1875.  

## Contexte et histoire
Voté pendant la période de la Reconstruction, après la guerre de Sécession en réponse aux violations des droits civils subies par les Afro-Américains, il est destiné à assurer l'égalité des droits civiques aux noirs, notamment aux anciens esclaves du Sud émancipés par le Treizième amendement de la Constitution des États-Unis du 6 décembre 1865 abolissant l'esclavage, le Quatorzième amendement de la Constitution des États-Unis ratifié le 9 juillet 1868, accordant la citoyenneté à toute personne née ou naturalisée aux États-Unis et interdisant toute restriction à ce droit et le Quinzième amendement de la Constitution des États-Unis, de 1870, garantissant le droit de vote à tous les citoyens des États-Unis. Applications qui furent entravées dans les États du sud, par les lois Jim Crow, et par les divers règlements légalisant différents formes de ségrégation raciale. Il fait suite à la loi du même nom, votée en 1866,. 
Peu appliqué, il est finalement déclaré inconstitutionnel par la Cour suprême en 1883 qui a statué dans son avis les Civil Rights Cases (en),.  

## La suite
Après l'arrêt de la Cour suprême de 1883 vient l'arrêt Plessy v. Ferguson du 18 mai 1896 qui légalise la ségrégation au nom de « égaux, mais séparés ». 
Il faut attendre les années 1940 pour que l'égale protection assurée par le Quatorzième amendement et le droit de vote garanti par le Quinzième amendement soit repris pour devenir effectifs. Ce mouvement juridique de déségrégation commence le 25 juin 1941, quand le président Franklin Delano Roosevelt promulgue l'Executive Order n° 8802 qui interdit la discrimination ethnique ou raciale dans l'industrie de la défense américaine. Il vise également à mettre en place un comité pour l'accès égal à l'emploi. Il s'agit de la première action fédérale à promouvoir l'égalité des chances et à interdire la discrimination à l'embauche aux États-Unis   
Puis en 1948, lorsque le président Harry S. Truman promulgue à son tour successivement l'Executive order n°9980 qui institue une commission d'enquête qui puisse mettre fin aux discriminations raciales dans les divers services publics fédéraux puis l'Executive order 9981 qui abolit les discriminations fondées sur la race, la couleur, la religion ou l'origine nationale dans les Forces armées des États-Unis. Ce décret historique inaugure le processus de la fin de la ségrégation dans les services publics fédéraux des États-Unis. Ces deux Executive orders et l'arrêt Brown v. Board of Education du 17 mai 1954 vont permettre la rédaction et l'adoption de trois autres Civil Right Acts :  
- Le Civil Rights Act de 1957, étape décisive dans le processus de déségrégation aux États-Unis. Cette loi promulguée le 9 septembre 1957 par le président Dwight D. Eisenhower a créé la Section des droits civiques au Département de la Justice et habilité les procureurs fédéraux à obtenir des injonctions judiciaires contre toute ingérence dans le droit de vote notamment ceux des Afro-Américains, cette loi crée également la Commission on Civil Rights habilitée à enquêter sur les conditions discriminatoires et à recommander des mesures correctives. La rédaction finale a été affaiblie par le Congrès en raison du manque de soutien parmi les Démocrates.
- Le Civil Rights Act de 1964, promulguée par le président des États-Unis le 2 juillet 1964, Lyndon B. Johnson, mettant fin à toutes formes de ségrégations, de discriminations reposant sur la race, la couleur, la religion ou l’origine nationale et qui sera complété par le Voting Rights Act de 1965.
- Le Civil Rights Act de 1968 qui élargit les lois antérieures et interdit la discrimination concernant la vente, la location et le financement de logements fondée sur la race, la religion, l'origine nationale et à partir de 1974, le sexe.

## Pour approfondir

#### Notices dans des encyclopédies ou des livres de références
- (en-US) Shelley Fisher Fishkin (dir.) et David Bradley (dir.), Encyclopaedia of Civil Rights in America, vol. 1 : Abernathy, Ralph--Equal protection clause, Armonk, état de New York, Sharpe Reference (réimpr. 2005) (1re éd. 1997), 363 p. (ISBN 9780765680006, lire en ligne), p. 202-205,
- (en-US) John R. McKivigan (dir.) et James McPherson, Abolitionism and American law, New York, Garland Pub., 1999, 402 p. (ISBN 9780815331094, lire en ligne), p. 353-370,

#### Essais
- (en-US) David Herbert Donald, Charles Sumner and the Rights of Man, New York, Alfred A. Knopf Inc. (réimpr. 2016) (1re éd. 1970), 698 p. (ISBN 9780394418995, lire en ligne),
- (en-US) Frederick J. Blue (dir.), Jon L Wakelyn (dir.) et Alan M Kraut (dir.), Charles Sumner and the Conscience of the North, Arlington Heights, Illinois, Harlan Davidson, coll. « American Biographical History Series », 1994, 252 p. (ISBN 9780882959115, lire en ligne),

#### Articles anglophones
- W. C. J., « Constitutional Law: Civil Rights Act of 1875: When Partial Unconstitutionality Invalidates Whole Law », California Law Review,, vol. 1, no 6,‎ septembre 1913, p. 541-543 (3 pages) (lire en ligne),
- Melville B. Nimmer, « A Proposal for Judicial Validation of a Previously Unconstitutional Law: The Civil Rights Act of 1875 », Columbia Law Review, vol. 65, no 8,‎ décembre 1965, p. 1394-1426 (33 pages) (lire en ligne ),
- James M. McPherson, « Abolitionists and the Civil Rights Act of 1875 », The Journal of American History, vol. 52, no 3,‎ décembre 1965, p. 493-510 (18 pages) (lire en ligne ),
- Bertram Wyatt-Brown, « The Civil Rights Act of 1875 », The Western Political Quarterly, vol. 18, no 4,‎ décembre 1965, p. 763-775 (13 pages) (lire en ligne ),
- Alfred Avins, « The Civil Rights Act of 1875: Some Reflected Light on the Fourteenth Amendment and Public Accommodations », Columbia Law Review, vol. 66, no 5,‎ mai 1966, p. 873-915 (43 pages) (lire en ligne ),
- William P. Vaughn, « Separate and Unequal: The Civil Rights Act of 1875 and Defeat of the School Integration Clause », The Southwestern Social Science Quarterly, vol. 48, no 2,‎ septembre 1967, p. 146-154 (9 pages) (lire en ligne ),
- J. David Hoeveler, Jr., « Reconstruction and the Federal Courts: The Civil Rights Act of 1875 », The Historian, vol. 31, no 4,‎ août 1969, p. 604-617 (14 pages) (lire en ligne ),
- Ronald B. Jager, « Charles Sumner, the Constitution, and the Civil Rights Act of 1875 », The New England Quarterly, vol. 42, no 3,‎ septembre 1969, p. 350-372 (23 pages) (lire en ligne ),
- S. G. F. Spackman, « American Federalism and the Civil Rights Act of 1875 », Journal of American Studies, vol. 10, no 3,‎ décembre 1976, p. 313-328 (16 pages) (lire en ligne ),
- Patrick O. Gudridge, « Privileges and Permissions: The Civil Rights Act of 1875 », Law and Philosophy, vol. 8, no 1,‎ avril 1989, p. 83-130 (48 pages) (lire en ligne ),